# 尹嗣忠
尹嗣忠（1492年—1541年），字子貞，別號恒谿，神策衛軍籍，直隸深州人，明朝政治人物。

## 生平
順天府學增廣生。正德十一年（1516年）丙子科順天府鄉試第一百三十名舉人。正德十二年（1517年）聯捷丁丑科會試第七十五名，登第三甲第一百三十四名進士。工部观政，授昆山县知县，升户部主事，历官督运粮储户部郎中，嘉靖七年（1528年）六月奉敕开浚通惠河完工，出为太原府，丁忧归。服阕起复广信府知府，升江西布政使司右参政，十七年七月升本省按察使，遷陕西右布政使，十九年七月升都察院右副都御史、巡抚延绥等处，十一月以軍功升兵部侍郎、巡抚如故，二十年十月卒官，賜祭葬。

## 家族
曾祖尹敬；祖父尹祥；父尹綸，曾任監察御史。母李氏。慈侍下。弟嗣恕、嗣恩、嗣惠。